# Push & Profit
Push & Profit – pierwszy album studyjny amerykańskiej grupy neoprogresywnej Discipline, wydany nakładem Strung Out Records w 1993 roku.

## Lista utworów
Opracowano na podstawie materiału źródłowego.
| 1. | "Diminished"         | 7:36  |
|    |                      |       |
| 2. | "The Reasoning Well" | 7:22  |
|    |                      |       |
| 3. | "Carmilla"           | 9:39  |
|    |                      |       |
| 4. | "The Nursery Year"   | 5:18  |
|    |                      |       |
| 5. | "Faces of the Petty" | 4:47  |
|    |                      |       |
| 6. | "Systems"            | 7:26  |
|    |                      |       |
| 7. | "Blueprint"          | 6:02  |
|    |                      |       |
| 8. | "America"            | 7:42  |
|    |                      |       |
|    |                      | 55:52 |
|    |                      |       |

## Twórcy
Opracowano na podstawie materiału źródłowego.
Muzycy:
- Matthew Parmenter – śpiew, gitara, skrzypce, programowanie, tamburyn, flet prosty, syntezator
- Jon Preston Bouda – gitara prowadząca, śpiew
- David Krofchok – klawisze, śpiew
- Matthew Kennedy – gitara basowa
- Paul Dzendzel – perkusja, instrumenty perkusyjne

Produkcja:
- Discipline – produkcja
- Geoff Michael – realizacja dźwięku
- Todd Skiba - okładka, oprawa graficzna